# Anak Petai
Anak Petai is een bestuurslaag in het regentschap Prabumulih van de provincie Zuid-Sumatra, Indonesië. Anak Petai telt 2223 inwoners (volkstelling 2010).